# Liste du patrimoine immobilier classé de Dison
Cette page regroupe l'ensemble du patrimoine immobilier classé de la ville belge de Dison.
| Objet                                                                          | Année de construction / Architecte | Adresse               | Section communale | Coordonnées                      | Numéro d’inventaire | Illustration                                                                   |
| ------------------------------------------------------------------------------ | ---------------------------------- | --------------------- | ----------------- | -------------------------------- | ------------------- | ------------------------------------------------------------------------------ |
| Colline boisée dite La Chantoire comprenant les ruines de la chapelle          |                                    |                       |                   | 50° 36′ 13″ nord, 5° 53′ 40″ est | 63020-CLT-0001-01   | Image manquanteTéléverser                                                      |
| Façade à rue de la maison natale du poète Adolphe Hardy, place du Sablon, n°79 |                                    | Place du Sablon, n°79 |                   | 50° 36′ 40″ nord, 5° 51′ 15″ est | 63020-CLT-0002-01   | Façade à rue de la maison natale du poète Adolphe Hardy, place du Sablon, n°79 |